# Ivan Février
Ivan Février (Lilla, 8 febbraio 1999) è un cestista francese.